# Calamocha

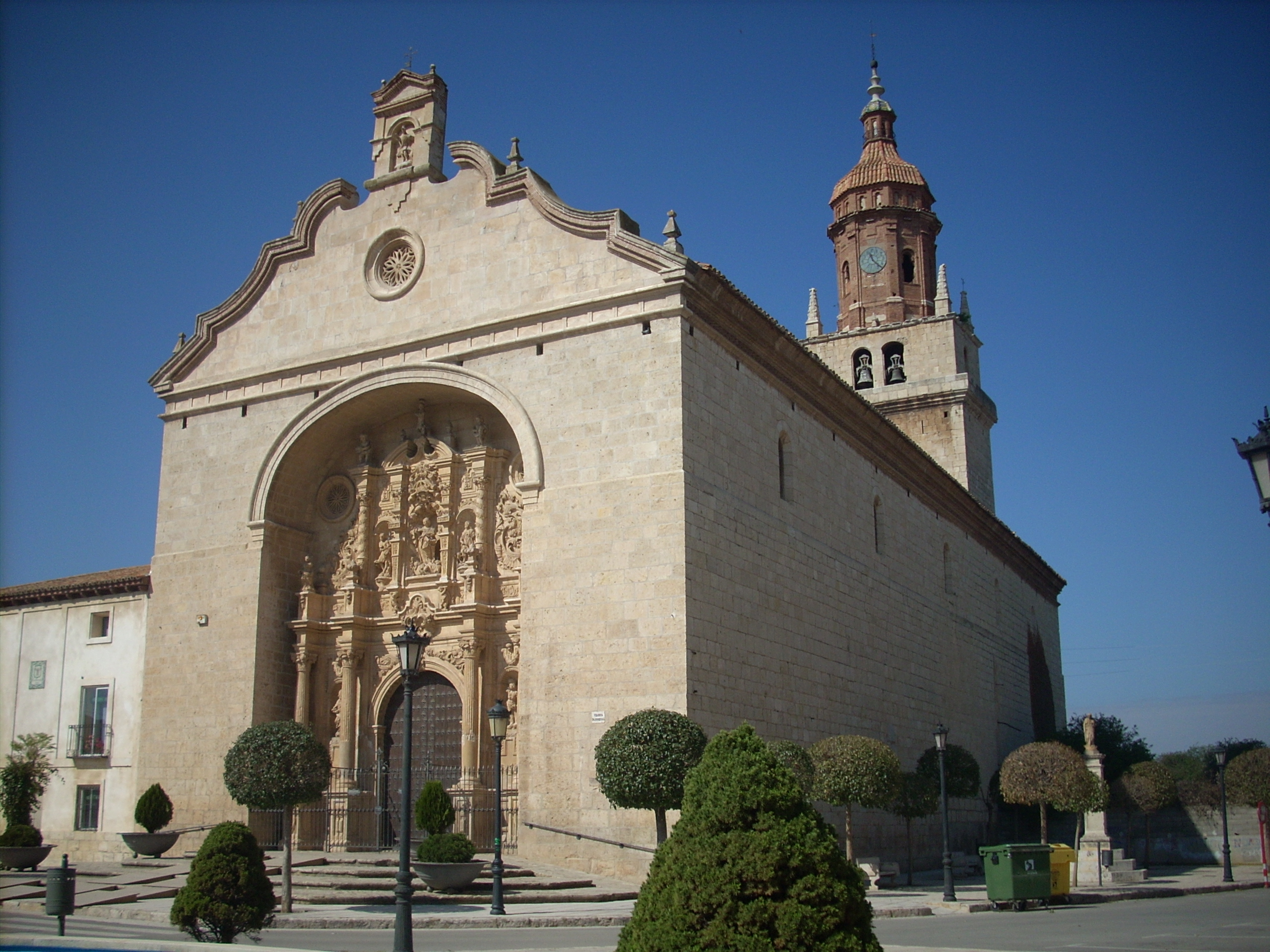
Iglesia de la Asunción de Nuestra Señora

Calamocha ist eine spanische Gemeinde mit 4.542 Einwohnern in der Provinz Teruel in der Autonomen Region Aragonien im Osten Spaniens. Es ist der Hauptort der Comarca (Kreis) Jiloca, zu welcher seit den 1970er Jahren auch mehrere Dörfer bzw. Weiler in der Umgebung gehören.

## Lage und Klima
Calamocha liegt am Fluss Jiloca in einer Höhe von ca. 900 m ca. 75 km (Fahrtstrecke) nördlich der Provinzhauptstadt Teruel direkt an der Autobahn A-23, der Autovia de Mudejar. Die Landeshauptstadt Madrid ist ca. 265 km in südwestlicher Richtung entfernt. Trotz der Höhenlage ist es nur nachts und im Winter kühl; Regen (ca. 450–550 mm/Jahr) fällt überwiegend im Winterhalbjahr.

## Bevölkerungsentwicklung
| Jahr      | 1857 | 1900 | 1950 | 2000 | 2024 |
| Einwohner | 1838 | 1854 | 2791 | 4063 | 4542 |

Die Mechanisierung der Landwirtschaft und die Aufgaben von bäuerlichen Kleinbetrieben („Höfesterben“) haben in der zweiten Hälfte des 20. Jahrhunderts zu einer Zuwanderung von Familien in die Kleinstadt geführt.

## Geschichte
Calamocha liegt an der alten Römerstraße zwischen Saragossa und Córdoba. Aus dieser Zeit stammt die gut erhaltene römische Brücke über den Jiloca. Später prägten die Mauren über acht Jahrhunderte die Gegend um die zunächst Calatmussa (von Castillo de Muza) genannte Ortschaft. Sie hinterließen unter anderem ein komplexes Bewässerungssystem. Der berühmte Freiheitskämpfer El Cid bezog hier zeitweise sein Quartier. König Alfons I. von Aragonien eroberte die Gegend für die Christen zurück nach 1123 und siedelte hier verdiente Untertanen aus Navarra und der Gascogne an. Im Jahr 1222 traf König Jakob I. („der Eroberer“) hier Pedro de Ahones, der in Folge für den jungen Monarchen die Expansion Aragoniens Richtung Mittelmeer vorantrieb.
Während des Spanischen Erbfolgekrieges kam es hier am 16. Dezember 1706 zu einer Schlacht, die die „Carlisten“, die Truppen des Erzherzogs Karl, für sich entscheiden konnten.

### Aeródromo de Calamocha

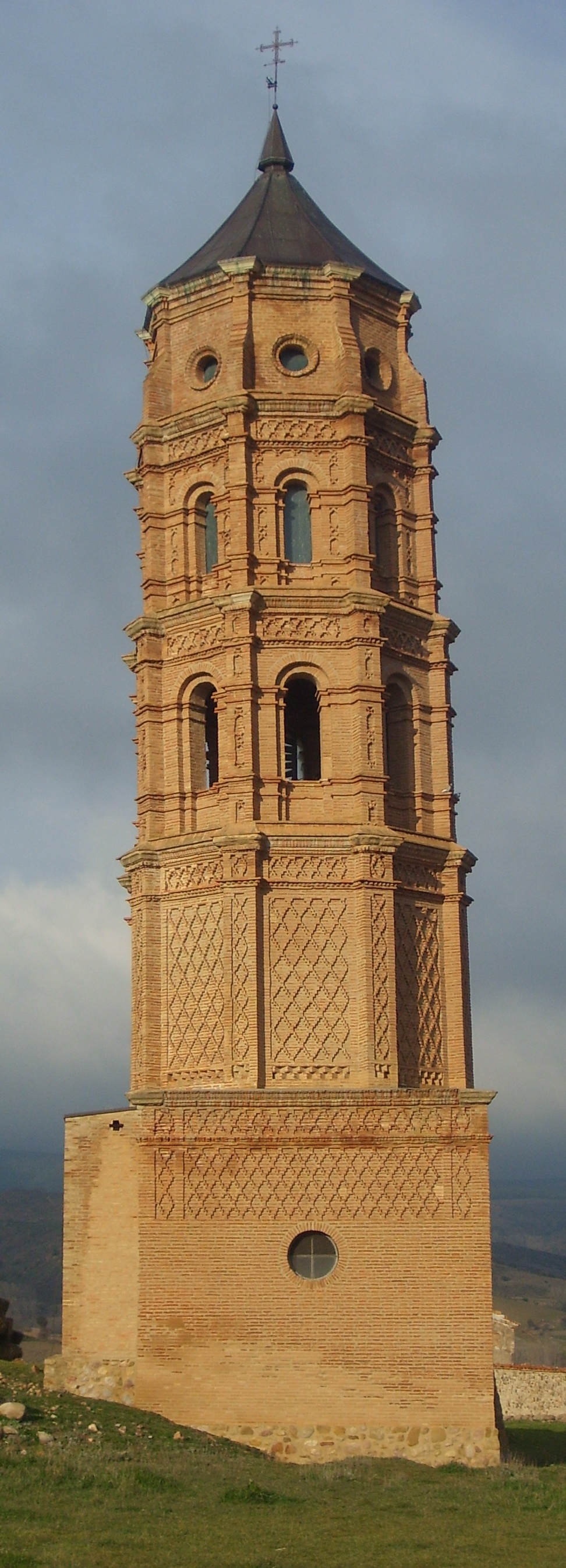
Mudéjar-Kirchturm im Weiler Olalla (um 1600)

Am südöstlichen Rand der Gemeinde direkt an der heute dort vorbeiführenden Autobahn A-23 befand sich ein am 23. Juni 1929 eröffneter Flugplatz. Im Winter 1937/1938 während des Bürgerkrieges befand sich Calamocha im von Franco kontrolliertem Gebiet des Landes. Ab Mitte Dezember war Calamocha ein Haupteinsatzplatz der deutschen Legion Condor. Hier lagen u. a. Teile der Jagdgruppe 88 (J/88), zu der drei mit Heinkel He 51 und Bf-109 ausgerüstete Jagd-Staffeln gehörte. Ersterer Typ wurde zu diesem Zeitpunkt meist nur noch als Jagdbomber eingesetzt. Hinzu kam eine weitere Staffel, die mit drei Exemplaren der Ju-87 ausgerüstet war. Die ersten Kampfeinsätze des „Stukas“ überhaupt wurden von Calamocha aus geflogen. Während des Beginns der Aragonoffensive flog die Legion Condor zunächst noch weiter von Calamocha und dem 15 km westlich gelegenen Flugfeld in Bello, im Verlauf des Vormarsches der Nationalspanier wurden die Einheiten jedoch weiter nach Osten verlegt.

## Sehenswürdigkeiten
- Eine angebliche „Römerbrücke“ quert den Rìo Jiloca.
- Am Ortsrand steht ein einfacher spätmittelalterlicher Bau, der mit El Cid in Verbindung gebracht wird.
- Die Iglesia de la Asunción de Nuestra Señora hat ein spätbarockes Portal im Stil des Churriguerismus.
- Die Ermita de Santo Cristo del Arrabal ist ein kleiner Bau mit überkuppelter Vierung.

Umgebung
- Im Weiler Olalla steht der imposante Mudéjar-Glockenturm (campanario) einer ehemaligen Kirche.

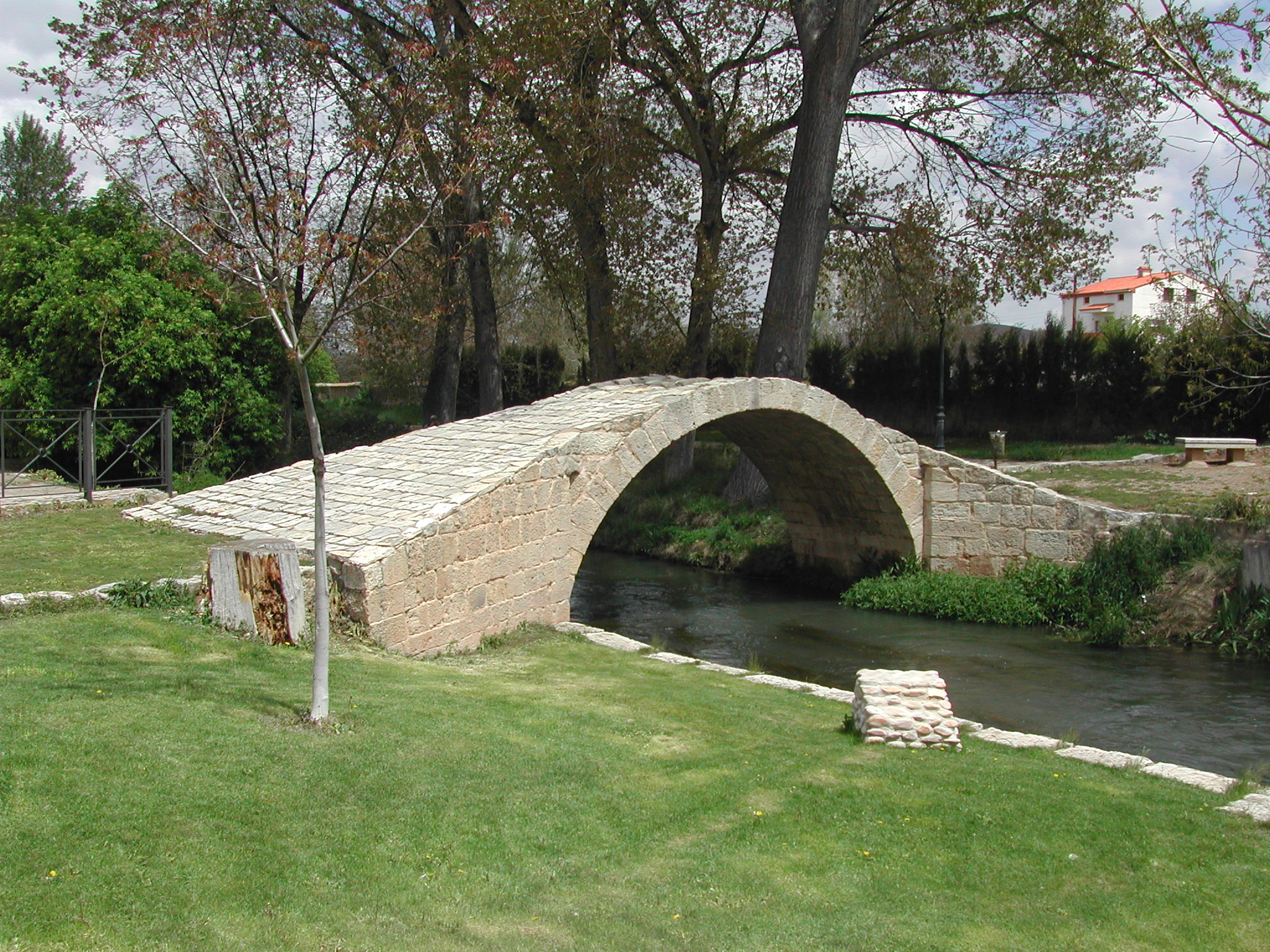
Römische Brücke
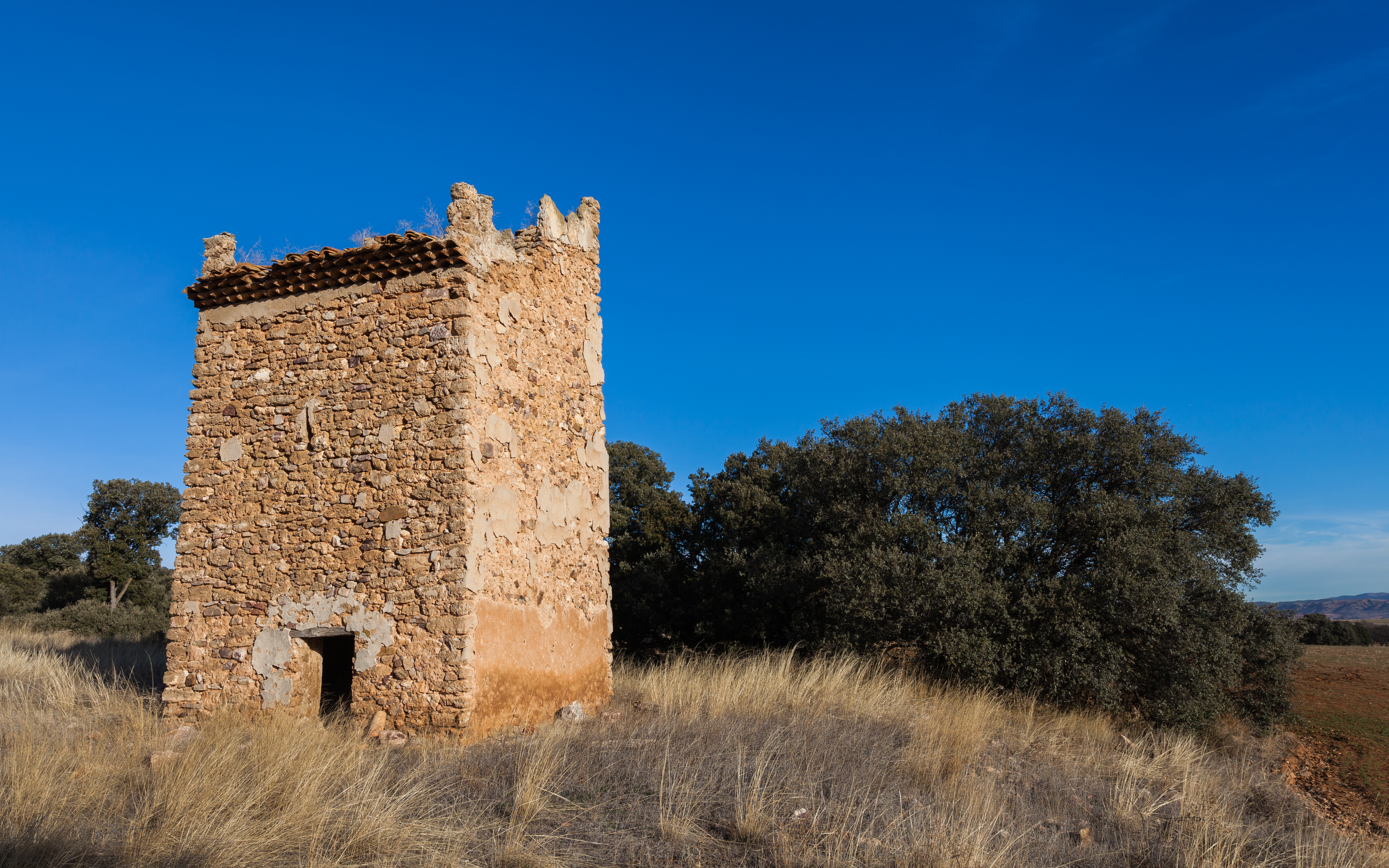
Castillo El Poyo del Cid
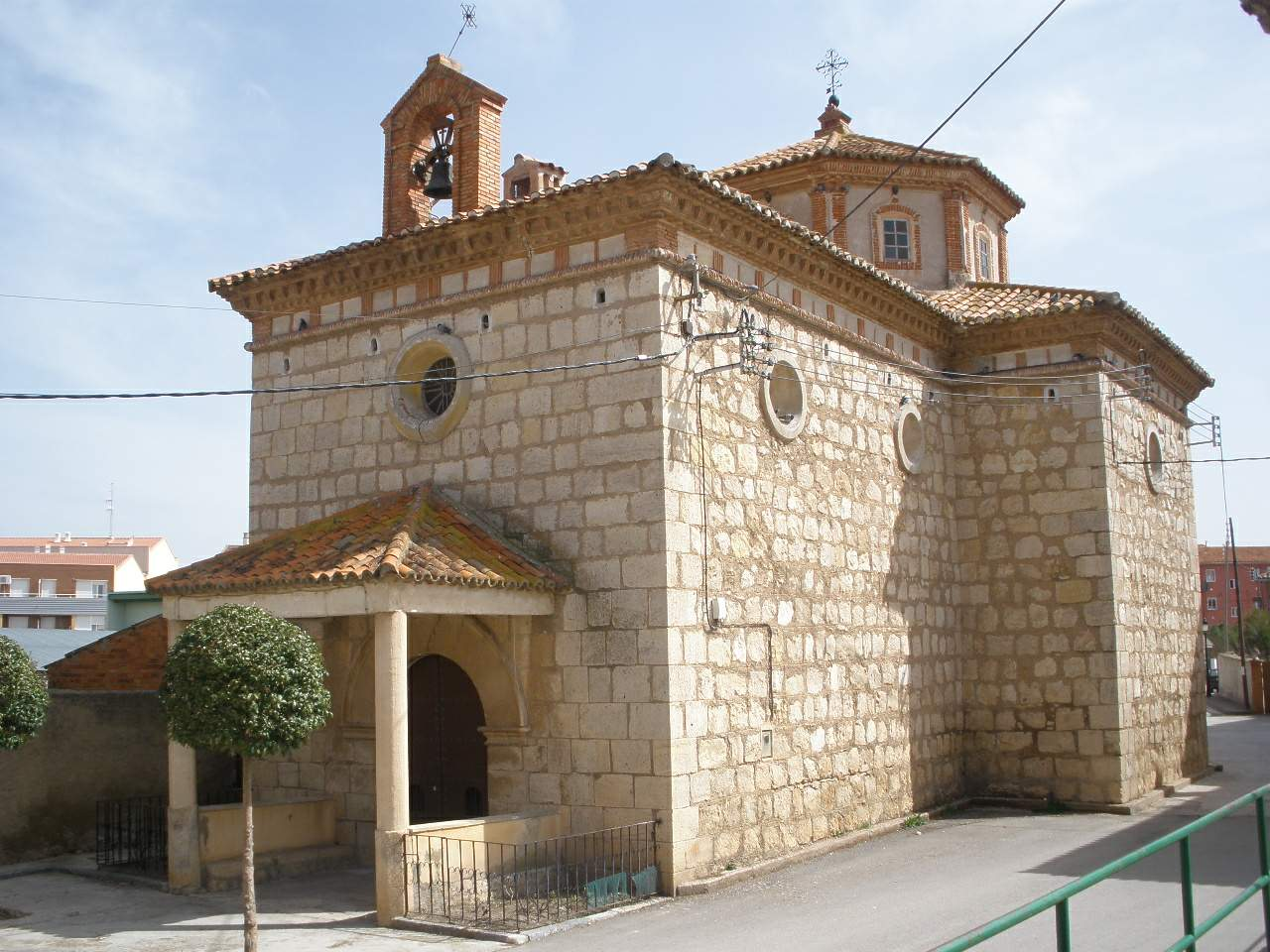
Ermita del Santo Cristo del Arrabal